# كتلة نجمية
الكتلة النجمية (بالإنجليزية: Stellar mass)‏ هي عبارة مستخدمة من قبل علماء الفلك لوصف كتلة النجم. عادة يتم تعداد أنه من حيث كتلة الشمس كنسبة من كتلة الشمسية (M☉). وبالتالي كمثال تكون الكتلة النجمية لنجم الشعرى اليمانية الساطع حوالي 2.02 M☉. وتختلف الكتلة النجمية على مدى عمر النجم إما بزيادة كتلة إضافية عبر التراكم مثل وجود نجم مرافق أو خسران كتلة عبر ظاهرة الريح النجمية.

## الخصائص
يتم تجميع النجوم أحياناً حسب الكتلة بناء على سلوكهم التطوري حيث أن هذه النجوم تقترب من نهاية حياة الاندماج النووي الخاص بها.
النجوم ذات الكتلة المنخفضة جداً أقل من 0.5 M☉ لا تدخل مرحلة العملاق المقارب (AGB) ولكن تتطور مباشرة إلى مرحلة الأقزام البيضاء.
النجوم ذات الكتلة المنخفضة حوالي 1,8-2,2 M☉ (اعتمادا على التكوين) تدخل مرحلة العملاق المقارب حيث تكون وضع نواة الهيليوم المتهالكة.
النجوم ذات الكتلة المتوسطة تخضع لمرحلة انصهار الهيليوم وتتطور إلى حالة نواة الكربون والأوكسجين المتهالكة. النجوم الضخمة لديها الحد الأدنى من كتلة من 7-10 M☉، ولكن هذا قد تكون أدنى قليلاً من ذلك مثل 5-6 M☉. هذه النجوم تخضع لمرحلة من انصهار الكربون وتنتهي حياتهم عبر انفجار المستعر الأعظم بسبب انهيار النواة النجمية. وتسمى الثقوب السوداء التي نشأت نتيجة للانهيار النجمي ثقوب سوداء الكتلة النجمية.